# Governatori di Malta

Bandiera del Governatore di Malta dal 1813 al 1875

Bandiera del Governatore di Malta dal 1875 al 1898

Bandiera del Governatore di Malta dal 1898 al 1943

Bandiera del Governatore di Malta dal 1943 al 1964

I Governatori di Malta (successivamente,  Governatori generali) dal 1813 al 1974 furono i seguenti.

## Governatori (1813–1964)
| Nome                                            | Ritratto | Nato/Morto | Dal               | Al                                              |
| ----------------------------------------------- | -------- | ---------- | ----------------- | ----------------------------------------------- |
| Thomas Maitland                                 |          | 1759–1824  | 23 luglio 1813    | 17 gennaio 1824                                 |
| Francis Rawdon-Hastings, I marchese di Hastings |          | 1754–1826  | 22 marzo 1824     | 28 novembre 1826                                |
| Alexander George Woodford (de facto)            |          | 1782–1870  | 28 novembre 1826  | 15 febbraio 1827                                |
| Frederick Cavendish Ponsonby                    |          | 1783–1837  | 15 febbraio 1827  | maggio 1835 (de jure fino al 30 settembre 1836) |
| George Cardew (ad interim)                      |          | 1785-1857  | maggio 1835       | 4 luglio 1836                                   |
| Thomas Evans (acting)                           |          | 1776–1863  | 4 luglio 1836     | 30 settembre 1836                               |
| Henry Bouverie                                  |          | 1783–1853  | 1 ottobre 1836    | 1843                                            |
| Patrick Stuart                                  |          | 1777-1855  | 1843              | ottobre 1847                                    |
| Richard More O'Ferrall                          |          | 1797–1880  | ottobre 1847      | maggio 1851                                     |
| Robert Ellice (acting)                          |          |            | 13 maggio 1851    | 27 ottobre 1851                                 |
| William Reid                                    |          | 1791–1858  | 27 ottobre 1851   | 1858                                            |
| John Le Marchant                                |          | 1803–1874  | 1858              | 15 novembre 1864                                |
| Henry Knight Storks                             |          | 1811–1874  | 15 novembre 1864  | 15 maggio 1867                                  |
| Patrick Grant                                   |          | 1804–1895  | 15 maggio 1867    | 3 giugno 1872                                   |
| Charles van Straubenzee                         |          | 1812–1892  | 3 giugno 1872     | 13 maggio 1878                                  |
| Arthur Borton                                   |          | 1814-1893  | 10 giugno 1878    | aprile 1884                                     |
| John Linthorn Simmons                           |          | 1821–1903  | aprile 1884       | 28 settembre 1888                               |
| Henry Torrens                                   |          | 1823–1889  | 28 settembre 1888 | 1 dicembre 1889                                 |
| Henry Augustus Smyth                            |          | 1825–1906  | 1890              | 1893                                            |
| Arthur Fremantle                                |          | 1835–1901  | 1893              | 6 gennaio 1899                                  |
| Francis Wallace Grenfell                        |          | 1841–1925  | 6 gennaio 1899    | 1903                                            |
| Charles Clarke                                  |          | 1839–1932  | 1903              | 1907                                            |
| Henry Grant                                     |          | 1848–1919  | 1907              | 1909                                            |
| Leslie Rundle                                   |          | 1856–1934  | 1909              | febbraio 1915                                   |
| Paul Methuen                                    |          | 1845–1932  | febbraio 1915     | maggio 1919                                     |
| Herbert Plumer                                  |          | 1857–1932  | 1919              | 1924                                            |
| Walter Norris Congreve                          |          | 1862–1927  | 29 giugno 1924    | 28 febbraio 1927                                |
| John Philip Du Cane                             |          | 1865–1947  | 28 febbraio 1927  | 1931                                            |
| David Campbell                                  |          | 1869–1936  | giugno 1931       | 12 marzo 1936                                   |
| Charles Bonham-Carter                           |          | 1876–1955  | 12 marzo 1936     | 1940                                            |
| William Dobbie                                  |          | 1879–1964  | aprile 1940       | maggio 1942                                     |
| John Vereker (Lord Gort)                        |          | 1886–1946  | maggio 1942       | 26 settembre 1944                               |
| Edmond Schreiber                                |          | 1890–1978  | 26 settembre 1944 | 10 luglio 1946                                  |
| Francis Douglas                                 |          | 1889–1980  | 10 luglio 1946    | 16 settembre 1949                               |
| Gerald Creasy                                   |          | 1897–1983  | 16 settembre 1949 | 3 agosto 1954                                   |
| Robert Laycock                                  |          | 1907–1968  | 3 agosto 1954     | 13 febbraio 1959                                |
| Guy Grantham                                    |          | 1900–1992  | 13 febbraio 1959  | 2 luglio 1962                                   |
| Maurice Henry Dorman                            |          | 1902–1993  | 2 luglio 1962     | 21 settembre 1964                               |

## Governatori generali (1964–1974)
| Nome                     | Ritratto | Nato/Morto | Dal               | Alt              |
| ------------------------ | -------- | ---------- | ----------------- | ---------------- |
| Sir Maurice Henry Dorman |          | 1902–1993  | 21 settembre 1964 | 4 luglio 1971    |
| Sir Anthony Mamo         |          | 1909–2008  | 4 luglio 1971     | 13 dicembre 1974 |

## Cronistoria
Il Governatore, o Governatore generale, era la figura politica che governava Malta durante il periodo in cui l'arcipelago era parte dell'Impero britannico, ovvero dal 1913 al 1964.
Nel 1964, a seguito della dichiarazione d'indipendenza maltese, tale figura venne sostituita da quella del Governatore generale, che rappresentava nel Paese la Regina Elisabetta II, in quanto monarca del Commonwealth. Il Governatore veniva nominato dal monarca d'Inghilterra su proposta del primo ministro e aveva potere esecutivo a Malta. Aveva inoltre la carica di capo del consiglio esecutivo, ovvero l'organo di governo del Paese nel periodo coloniale.
Il titolo di Governatore generale fu istituita nel settembre 1964. Tale figura è stata abolita a seguito della trasformazione di Malta in una repubblica nel 1974. In quell'anno infatti, a seguito di un referendum, il Paese – pur rimanendo all'interno del Commowealth – decise di dotarsi di un proprio Presidente della Repubblica e la Regina d'Inghilterra ha conseguentemente perso il ruolo di Capo di Stato di Malta.